# فریب‌بین

نمونه‌ای از یک فناکیستوسکوپ ساخته‌شده در سال ۱۸۳۳ میلادی.

نمونه‌ای از یک فناکیستوسکوپ ساخته‌شده در سال ۱۸۳۳ میلادی.

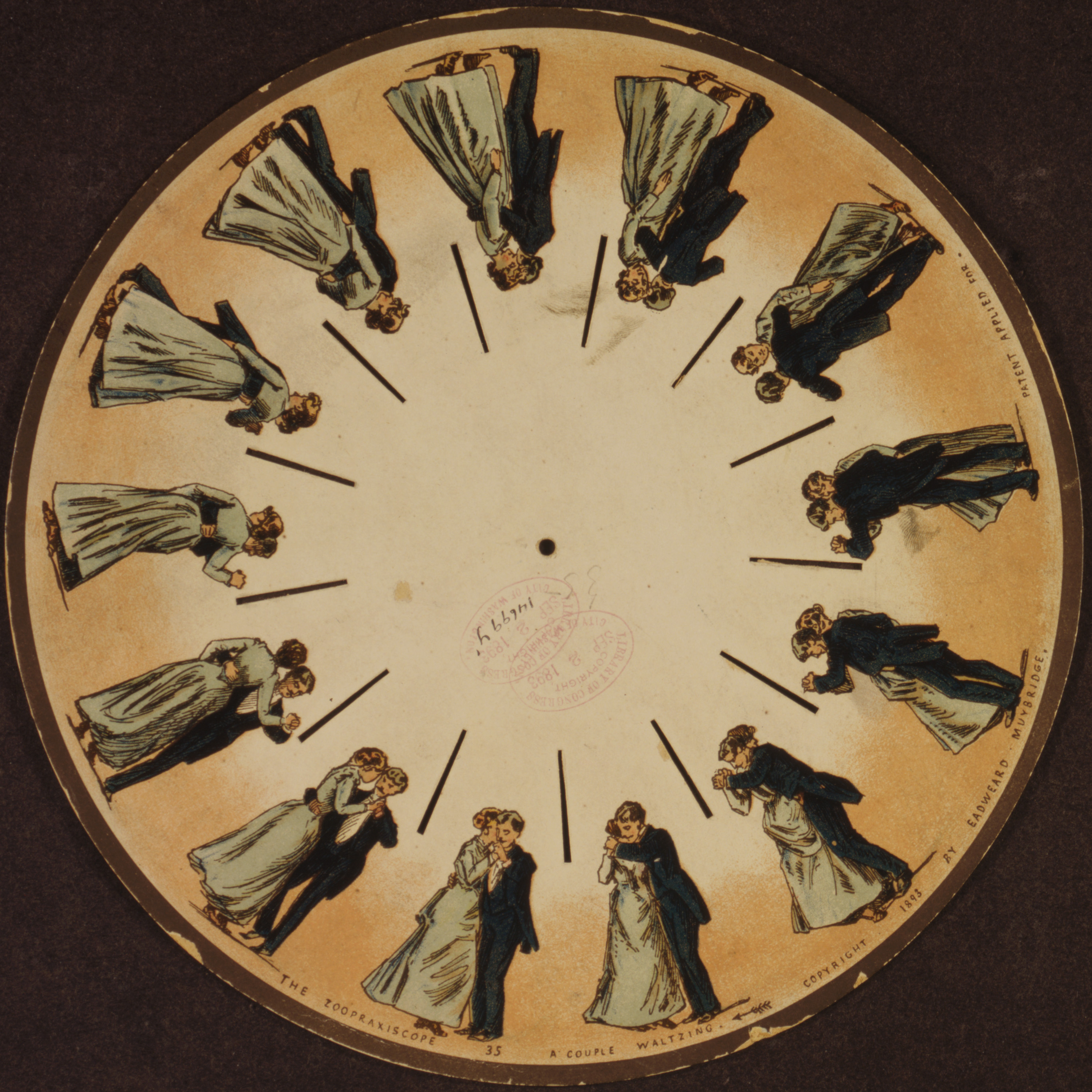
یک فریب‌بین ساخته ادوارد مایبریج (۱۸۹۳).

نمایش رقص والس با فریب‌بین.

فَریب‌بین یا فناکیستوسکوپ (phenakistoscope) در سال ۱۸۳۲ میلادی توسط ژوزف پلاتو بلژیکی اختراع شد.
این دستگاه از ترکیب دو صفحه گرد، یک دسته نگهدارنده و یک میله رابط دو صفحه گرد است که امکان چرخش دو صفحه را در آن واحد و به‌طور همزمان ایجاد می‌کند. یکی از این صفحه‌ها دارای ۸ روزنهٔ باریک و بلند و دیگری دارای ۸ تصویر از مراحل مختلف یک حرکت است. به محض چرخاندن صفحهٔ روزنه دار هر دو صفحه به حرکت درآمده و تصاویر پس از انعکاس در آیینه‌ای که روبه‌روی فریب‌بین قرار دارد به صورت متحرک مشاهده می‌شود.
واژه فناکیستوسکوپ از زبان یونانی گرفته شده و به معنای فریب-بین است.
به این دستگاه فانتازماسکوپ Phantasmascope و فانتاسکوپ Phantascope هم گفته شده‌است.